# Volatilidade, incerteza, complexidade e ambiguidade
Volatilidade, incerteza, complexidade e ambiguidade (VICA)[carece de fontes?], adaptado do inglês Volatility, Uncertainty, Complexity e Ambiguity (VUCA) é um termo empregado pelo U.S Army War College na década de 1990 para explicar o mundo no cenário pós-Guerra Fria, e desde então utilizado por empresas, organizações, governos e instituições de ensino para descrever de maneira geral diferentes cenários desafiadores e complexos. 

## Significado
Volatilidade:
Trata-se da velocidade em que as mudanças ocorrem dentro e fora do mundo dos negócios, como ações de empresas, estratégias de marketing, posicionamento de mercado e negociações. Também é formado por alterações no cenário político e militar, incluindo eleições, ameaças de guerra, preço do dólar ou qualquer outro tipo de notícia mundial. 
Incerteza:
Por estarmos em mundo tão volátil, onde tudo pode acontecer e até mesmo nada, a incerteza é presente a todo momento. Não há como ter previsões certeiras e no sistema caótico tipo 2, o simples fato de fazer previsões pode influenciar nos resultados. Ou seja, se há previsão de a empresa x fazer uma movimentação no mercado, provavelmente a empresa vai tomar alguma ação para reagir a esse fato. 
Complexidade
A junção da volatilidade, incertezas e a velocidade da tecnologia faz com que o mundo dos negócios seja um ambiente altamente complexo e caótico. 
Ambiguidade
Volatilidade, incerteza e complexidade deixa as tomadas de decisões das empresas cada vez mais difíceis e sem chances de previsões.

## Gestão de produtos e projetos
A junção de todos elementos do VUCA fez com que o mundo dos negócios mudasse. Hoje, fazer projetos com o planejamento longo já não é tão eficaz, uma vez que no mundo VUCA, tudo pode acontecer.
A partir da necessidade de ferramentas que pudessem atender a demanda dos clientes mais rapidamente e com a possibilidade de mudanças estratégicas surgiram os processos ágeis. Ferramentas como o SCRUM, KANBAN e SMART tem as vantagens de reduzir riscos, entregar o resultado com mais qualidade, projetos mais alinhados com o que o cliente deseja, flexibilidade para fazer mudanças, economia de recursos etc.
No cenário atual, fazer projetos com metodologias tradicionais usando cronogramas longos é inviável, afinal de contas, de uma hora para outras as prioridades podem mudar e o que parecia importante pode se tornar irrelevante.[carece de fontes?]
Trabalhar com processos ágeis possibilita adequar o projeto a necessidade do mundo atual, não há retrabalho e as chances de deixar seu cliente satisfeito são maiores, já que as prioridades são constantemente discutidas e se algo está fora do eixo, basta realinha-lo.
Um grande problema que as organizações tradicionais enfrentam é a falta de comunicação, nos métodos ágeis ela é vista como prioridade para evitar falhas, outro ponto que aumenta a velocidade na entrega dos projetos é a documentação reduzida.
No mundo de hoje não basta seguir um planejamento detalhado. Você tem que sentir as mudanças do mundo, realinhar o projeto a expectativa do cliente e aí sim seguir. O mundo VUCA precisa que nós nos adaptemos a ele e é essa a prioridade dos processos ágeis, adaptação ao novo e agilidade.[carece de fontes?]